# داميان براون (فنان قتال مختلط)
داميان براون (بالإنجليزية: Damien Brown) هو فنان قتال مختلط أسترالي، ولد في 25 ديسمبر 1984 في ألبوري في أستراليا.

## وصلات خارجية
- داميان براون على موقع يو إف سي (الإنجليزية)
- داميان براون على موقع شيردوغ (الإنجليزية)
- داميان براون على موقع Tapology.com (الإنجليزية)
- داميان براون على موقع إي إس بي إن (الإنجليزية)
- داميان براون على موقع IMDb (الإنجليزية)